# Варљива светлост
Варљива светлост (енгл. will-o'-the-wisp) је атмосферна духовна светлост коју људи виде ноћу. Овај феномен је познат под разним именима. Овај се феномен такође појављује и у енглеском фолклору и у много других европских фолклора.

## Терминологија
У Сједињеним Америчким Државама се овај феномен често назива Магловита светлост, Духовна светла или кугле. Неки верују да је ово паранормална појава. Народна веровања приписују овај феномен вилама а неки мисле да та светла стварају духови. Често се ова светла појављују на гробљима па чак и у мочварама. У многим варијантама се говори како је серијски убица Џек Трбосјек осуђен да прогања људе у мочварама и да он ствара ова светла.

## Фолклор
У готово свим врстама фолклора се ова појава појављује.